# Nationale Universität für Gesundheitswesen der Ukraine Platon Schupyk
Die Nationale Universität für Gesundheitswesen der Ukraine Platon Schupyk (ukrainisch Національний університет охорони здоров'я України імені Платона Шупика) ist eine Hochschule und Postgraduiertenausbildungsstätte.

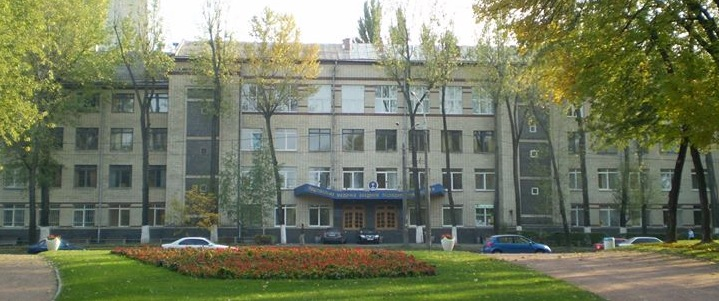
Nationale Universität für Gesundheitswesen der Ukraine Platon Schupyk

Die Universität ist ein Zentrum für die Ausbildung von wissenschaftlichem und wissenschaftlich-pädagogischem Personal und für die Fortbildung von Ärzten und Apothekern für den Bereich des Gesundheitswesens. Sie wurde 1918 in Kiew gegründet und umfasst vier Fakultäten, das Institut für Postgraduiertenausbildung sowie 70 Abteilungen.
Spezialisten der Universität beteiligen sich an der Entwicklung von Gesundheitspolitik der Staat Ukraine, der Standards der medizinischen Ausbildung und bei klinischen Protokollen.

## Geschichte
Die Nationale Universität für Gesundheitswesen der Ukraine Platon Schupyk ist die älteste höhere Bildungseinrichtung für die postgraduale Bildung von Ärzten in der Ukraine. 1918 als Klinisches Institut des Kiewer Ärzteverbandes gegründet, erhielt die Institution 2006 den Status einer Nationalen Akademie für Postgraduale Bildung.
2021 änderte die Akademie gemäß der Verordnung des Gesundheitsministeriums der Ukraine ihren Typ und wurde in Nationale Universität für Gesundheitswesen der Ukraine Platon Schupyk umbenannt.
Im Jahr 1918 wurde die medizinisch-wissenschaftliche Zeitschrift „Likarska Sprava“ gegründet, die bis heute erscheint.
An der Universität arbeiteten herausragende Wissenschaftler – Akademiker, Professoren: Nikolai Amossow, Oleksandr Schalimow, Mykola Straschesko u. a.

## Bildung
Die Nationale Universität für Gesundheitswesen der Ukraine Platon Schupyk führt Bildungsaktivitäten in den Bereichen durch:
- Hochschulbildung auf der zweiten (Master-), dritten (pädagogisch-wissenschaftlichen) und wissenschaftlichen Hochschulstufe;
- Postgraduale medizinische Fortbildung (Internatur, Spezialisierung für Ärzte und Apotheker);
- Kontinuierliche berufliche Weiterbildung (Qualifikationsfortschritt – thematische Verbesserungszyklen, Spezialisierung, Praktikum).

An mehr als 200 Klinikstandorten werden pro Jahr 110.000 Patienten behandelt, davon mehr als 20.000 stationär. Es gibt an der Universität 25.000 Studenten, etwa 3.000 praktizierende Ärzte, Assistenzärzte, Doktoranden und Doktoranden, darunter 300 ausländische Staatsbürger aus fast 50 Ländern, 800 Fakultätsmitglieder inkl. 175 Professoren, 245 MD, Dr. Med. Sc. und 455 MD, PhDs.

## Belege
1. ↑  Die offizielle Website von NUOZU. Abgerufen am 10. November 2023 (englisch).
2. ↑  Kostyantyn Balashov: History. 17. Oktober 2022, abgerufen am 11. November 2023 (englisch).
3. 1 2  Kostyantyn Balashov: The University in Modern Times. 14. Oktober 2022, abgerufen am 11. November 2023 (englisch).
4. ↑  Likars'ka sprava. Abgerufen am 11. November 2023 (englisch).